# Dennis Schiller
Dennis Schiller (født 18. maj 1965 i Göteborg, Sverige) er en svensk tidligere fodboldspiller (forsvarer). Han spillede 14 kampe og scorede ét mål for Sveriges landshold. Han er bror til en anden svensk fodboldspiller, Glenn Schiller.
Schiller startede sin karriere hos IFK Göteborg i sin fødeby, og vandt det svenske mesterskab med klubben i 1984. I 1987 rejste han til Norge, hvor han tilbragte de resterende 13 år af sin karriere, først for Lillestrøm og siden for Molde. Han blev norsk mester med Lillestrøm i 1989.

## Titler
Allsvenskan
- 1984 med IFK Göteborg

Eliteserien
- 1989 med Lillestrøm